# アデレード・シティFC
アデレード・シティFC（英語: Adelaide City Football Club）は、オーストラリアの南部、南オーストラリア州の州都アデレードに本拠地をおくサッカークラブである。現在はOFCではなくAFCに参加している。オセアニアクラブ選手権の1987年度の決勝において、マウント・ウエリントンをPK戦で破り、初代オセアニアクラブ選手権のチャンピオンに輝いた。

## タイトル

### 国内タイトル
- ナショナルサッカーリーグ:3回

1986, 1991-1992, 1993-1994
- ナショナルサッカーリーグカップ:3回

1979, 1989, 1991-1992
- 南オーストラリア州スーパーリーグ:17回

1953, 1954, 1956, 1957, 1958, 1959, 1963, 1964, 1967, 1970, 1972, 1974, 2005, 2006, 2007, 2008, 2010
- 南オーストラリア州フェデレーションカップ:15回

1953, 1955, 1957, 1958, 1959, 1963, 1965, 1969, 1970, 1971, 1972, 1973, 1976, 2006, 2007
- 南オーストラリア州プレミアリーグ:4回

1946, 1949, 1987, 1999
- 南オーストラリア州リーグ:1回

1978

### 国際タイトル
- オセアニアクラブ選手権:1回

1987年度

## 歴代監督
- Charlie Villani
- ダミアン・モリ 2007-

## 歴代所属選手

### DF
- トニー・ヴィドマー 1989-1995
- アンジェロ・コスタンツォ 1995-2002
- マイケル・ヴァルカニス 2002-2003

### FW
- アウレリオ・ヴィドマー 1985-1991、1999-2003
- ジョン・アロイージ 1991-1992
- ダミアン・モリ 1992-1997、1997-2000、2006、2007、2008-2010、2011
- トラヴィス・ドッド 1996-1999
- シェーン・スメルツ 2002-2003